# تريسي لورانس
تريسي لورانس (بالإنجليزية: Tracy Lawrence)‏ هو مغني وموسيقي وكاتب أغاني أمريكي، ولد في 27 يناير 1968 في أتلانتا في الولايات المتحدة.

## وصلات خارجية
- الموقع الرسمي
- تريسي لورانس على موقع IMDb (الإنجليزية)
- تريسي لورانس على موقع ميوزك برينز (الإنجليزية)
- تريسي لورانس على موقع أول ميوزيك (الإنجليزية)
- تريسي لورانس على موقع ديسكوغز (الإنجليزية)